# Paul Bulcke

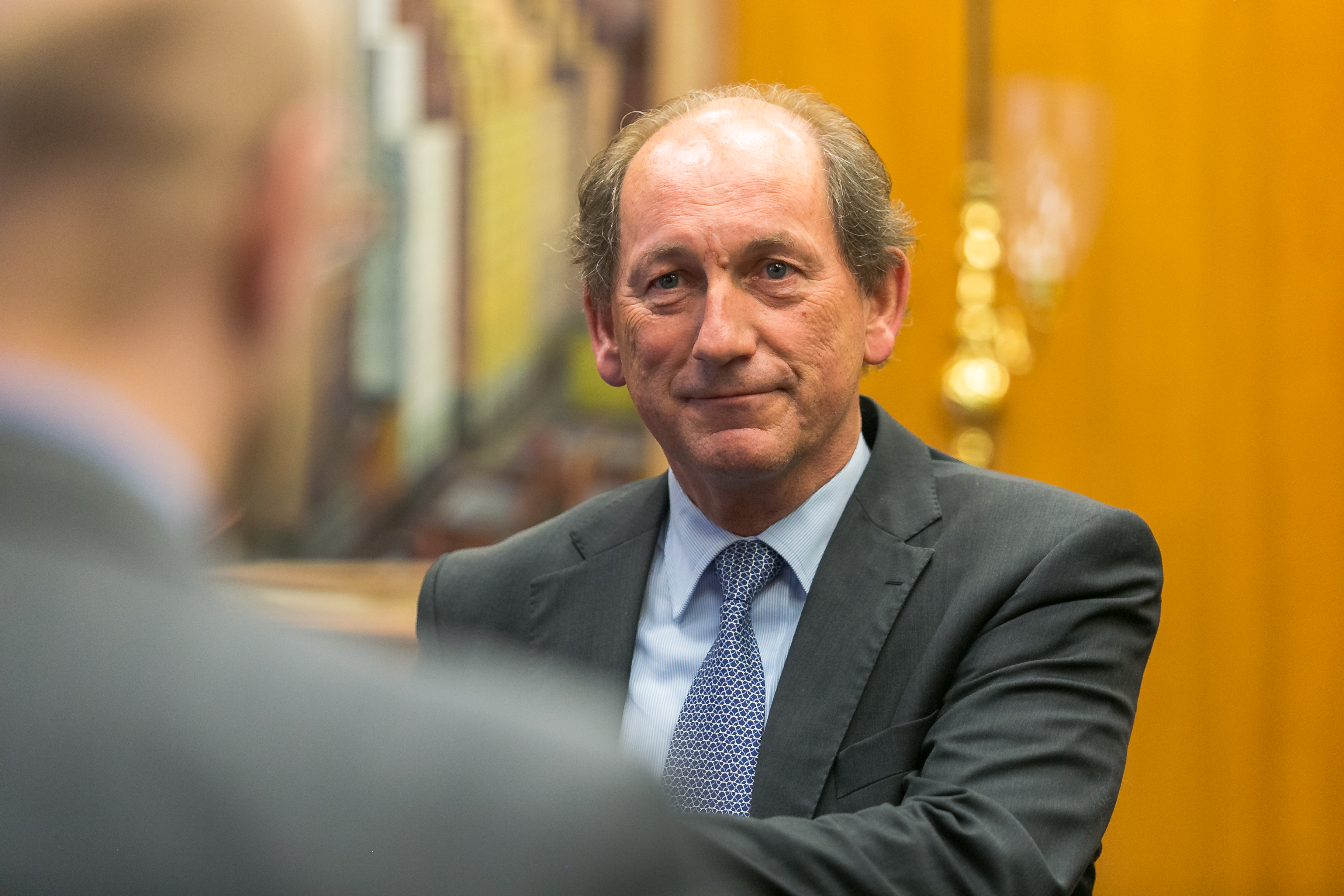
Paul Bulcke (2016)

Paul Bulcke (Roeselare, 8 september 1954) is een Belgisch bestuurder. Sinds 2017 is hij voorzitter van de raad van bestuur van de Zwitserse voedingsmiddelenconcern Nestlé. Van 2008 tot 2016 was hij reeds CEO van deze multinational.

## Levensloop
Bulcke behaalde de diploma's van handelsingenieur aan de Katholieke Universiteit Leuven (1976) en postgraduaat management aan de Vlerick Leuven Gent Management School (1977). In 1995 volgde hij een Program for Executive Development aan het International Institute for Management Development in Lausanne, Zwitserland.
Hij ging in 1977 aan de slag als financieel analist bij Scott Graphics International in Bornem en werkt sinds 1979 voor Nestlé. Tot 2004 werkte hij voor het Zwitsers bedrijf in Zwitserland, Spanje, België, Peru, Ecuador, Chili, Portugal, Tsjechië, Slowakije en Duitsland. In 2004 werd hij uitvoerend vicepresident van Nestlé en zonedirecteur voor de zone Amerika.
Bulcke volgde in april 2008 Peter Brabeck-Letmathe op als CEO van Nestlé. Onder Bulckes voorzitterschap groeide Nestlé uit tot de grootste voedingsmiddelenconcern ter wereld. In januari 2017 werd hij als CEO opgevolgd door Ulf Mark Schneider. Bulcke ging vervolgens als voorzitter van de raad van bestuur van Nestlé aan de slag. In deze functie volgde hij andermaal Peter Brabeck-Letmathe op.
Naast zijn functies bij Nestlé is of was Bulcke:
- vicevoorzitter van de raad van bestuur van L'Oréal Group
- lid van de raad van bestuur van Roche Holding
- lid van de raad van toezicht van Avenir Suisse
- lid van European Round Table of Industrialists
- lid van JP Morgan International Council
- voorzitter Community of Chairpersons (World Economic Forum)
- voorzitter 2030 Water Resources Group (World Bank Group)

Bulcke heeft zowel de Belgische als de Zwitserse nationaliteit. In zijn vrije tijd houdt hij van zeilen en golf.